# Temple Saint-Étienne de Mulhouse
Pour les articles homonymes, voir Saint-Étienne (homonymie).
Ne doit pas être confondu avec Église Saint-Étienne de Mulhouse.
Le temple Saint-Étienne est un temple réformé de la ville de Mulhouse (Haut-Rhin). Ses dimensions en font l'édifice protestant le plus haut de France et son architecture lui vaut d'être souvent considéré comme la « cathédrale » de Mulhouse. La paroisse est membre de l'Union des Églises protestantes d'Alsace et de Lorraine.

## Historique

### L'église médiévale

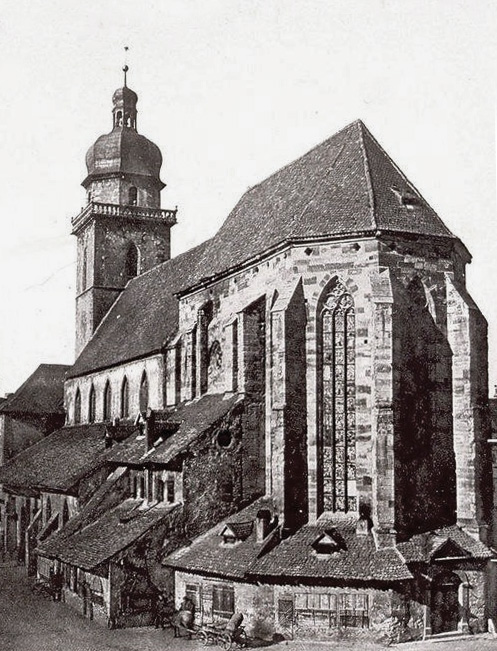
L'ancien temple.

L'origine de cet édifice est très ancienne. Une nouvelle église de style roman est consacrée en 1186. En 1351, le chœur, reconstruit dans le style gothique, est à son tour consacré. Les collatéraux sont reconstruits en 1504. La tour est surélevée en 1510.

### L'église devient un temple
En 1523, la ville de Mulhouse passe au protestantisme, les catholiques dont la pratique religieuse est interdite sont alors chassés de l'église Saint-Étienne qui devient un lieu de culte réformé. La tour est dotée d'un bulbe baroque en 1707. Le temple est détruit en 1858,,.

### Le temple actuel

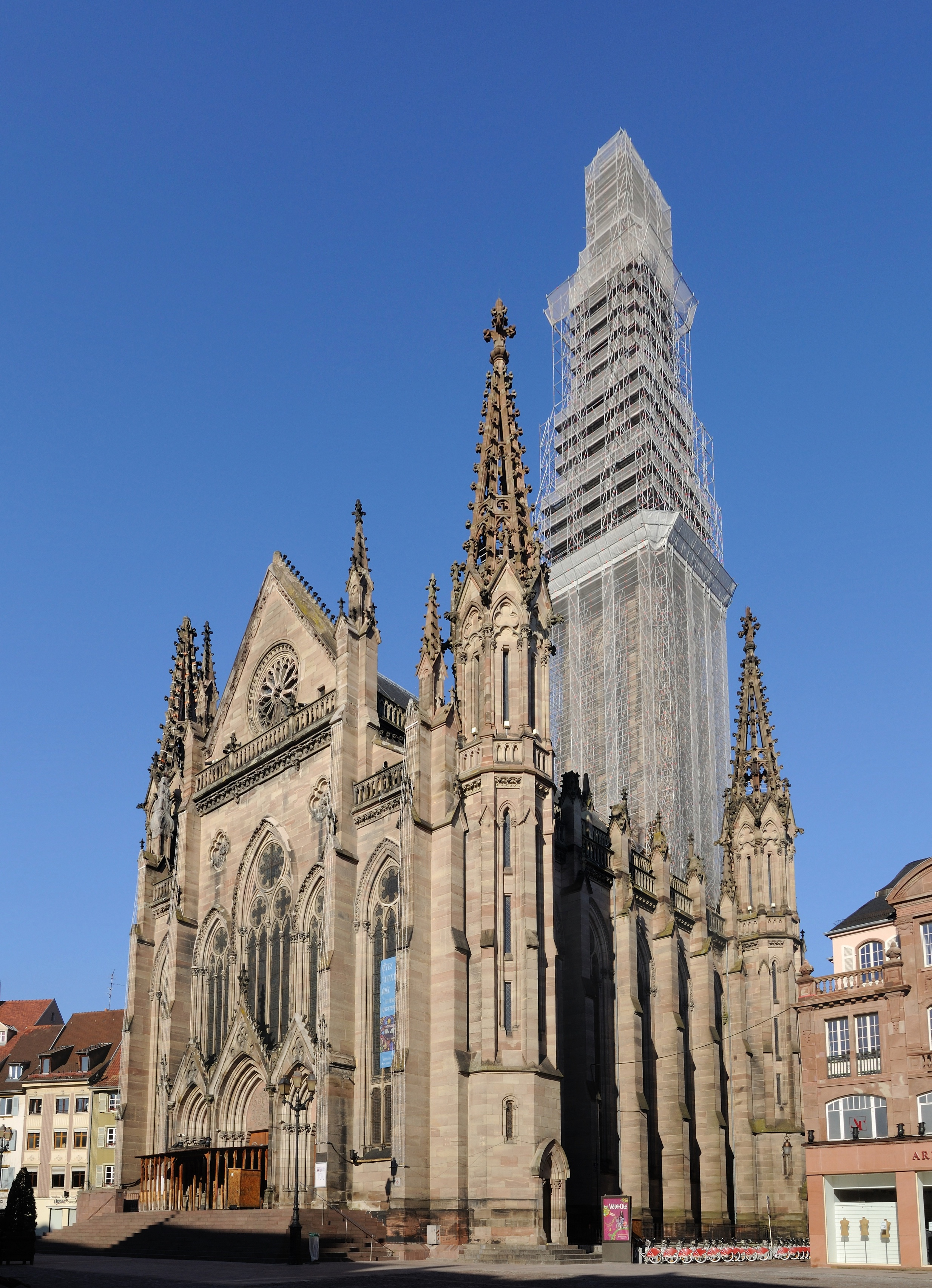
Travaux de restauration du clocher, janvier 2010.

Au milieu du XIXe siècle, le conseil municipal décide de construire un nouvel édifice. Les plans néogothiques sont réalisés par l'architecte Jean-Baptiste Schacre. La première pierre est posée en 1859. L'inauguration de l'édifice a lieu en 1866.
La flèche de la tour de chevet culmine à 97 m de hauteur. Il s'agit non seulement du plus haut clocher du Haut-Rhin mais aussi du plus haut clocher protestant de France.
Le temple a été classé au titre des monuments historiques depuis le 27 juillet 1995.
Le temple fait l’objet d’importants travaux de restauration extérieurs et intérieurs, commencés en février 2009. Ces travaux doivent à terme couvrir l’édifice dans sa totalité.

## Œuvres d'art
Parmi les œuvres d'art récupérées de l'ancienne église, on citera particulièrement l'exceptionnel ensemble de vitraux du XIVe siècle.

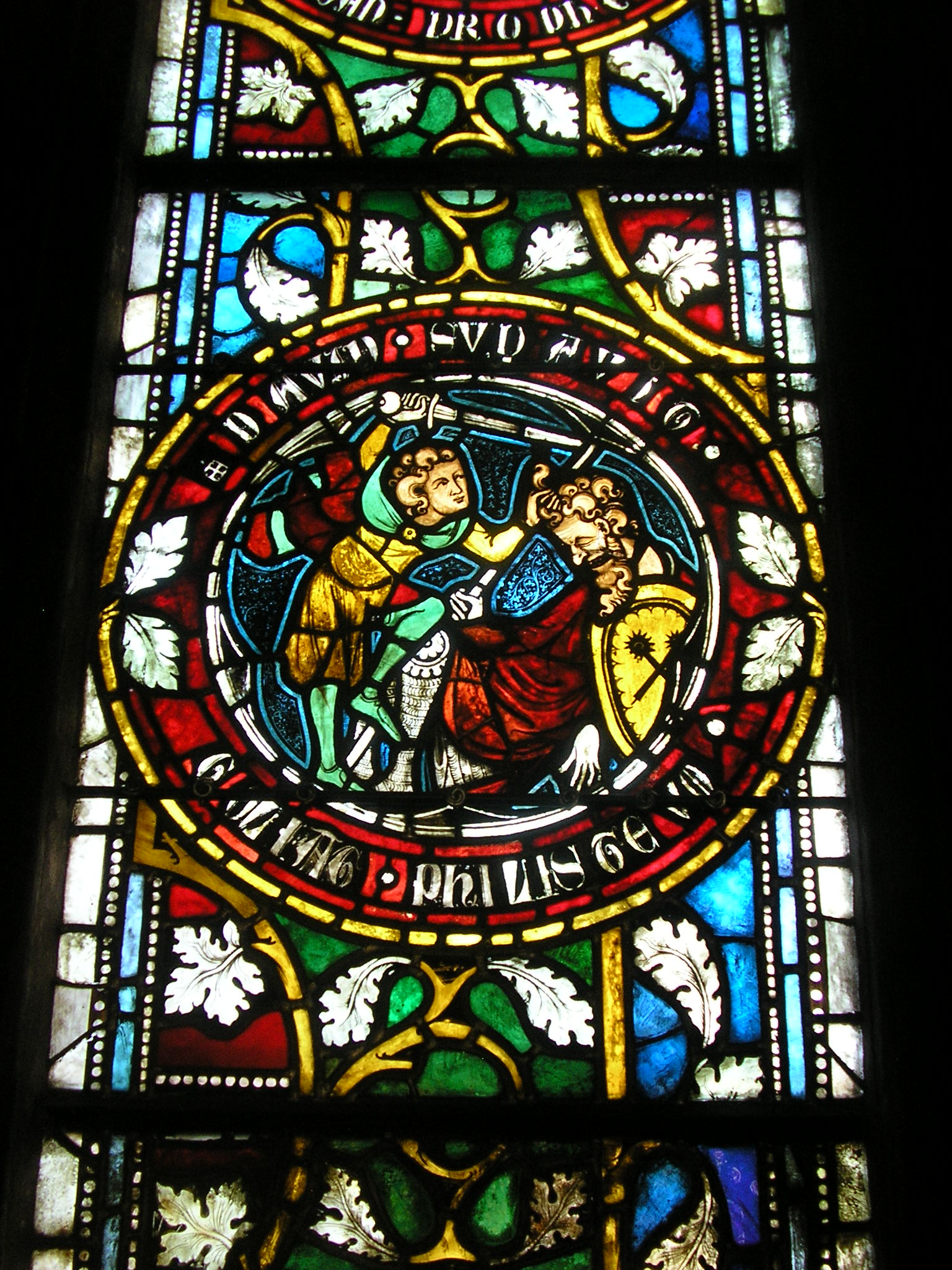
David tue Goliath (vitrail).
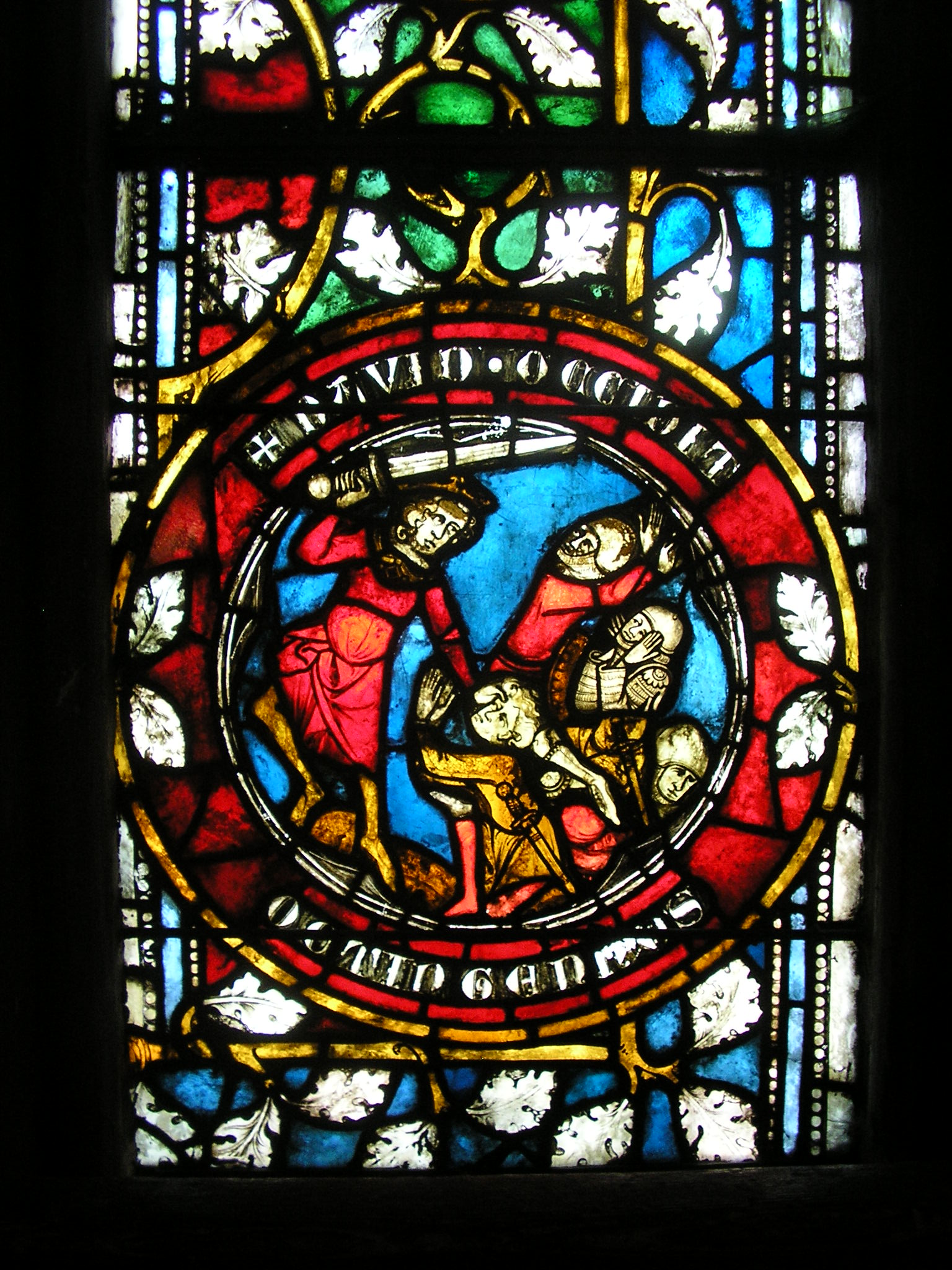
David tue 800 ennemis.
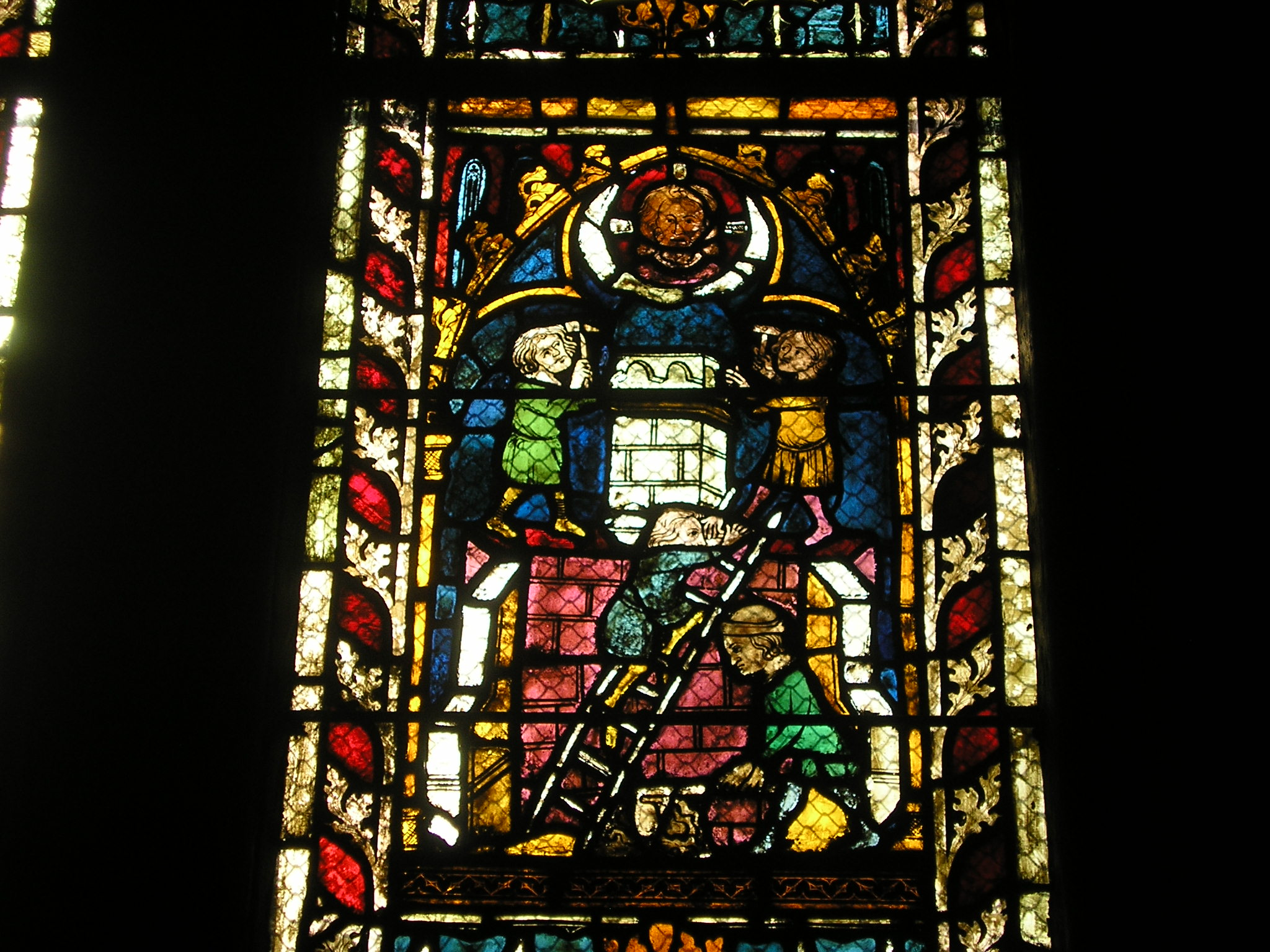
Tour de Babel.

Lors de la réalisation des plans de l'église, l'architecte Schacre était tenu de leur réserver un emplacement de choix.
L'édifice a par ailleurs conservé des stalles de 1637.
Le reste du mobilier date de la construction. On retiendra notamment l'orgue de la manufacture Walcker de Ludwigsbourg datant de 1866 et qui comprend depuis son agrandissement en 1953 un total de 70 jeux. Le petit orgue de chœur de la manufacture Guerrier de Willer date de 1978.
La haute tour abrite par ailleurs la plus grande sonnerie de cloches protestante en France, coulée en 1867 à Zurich.